# Arboga stad
Denna artikel handlar om den tidigare kommunen Arboga stad. För orten se Arboga, för dagens kommun, se Arboga kommun.
Arboga stad var en stad och kommun i Västmanlands län. 

## Administrativ historik
Franciskanermunkar etablerade sig i staden på 1200-talet och 1256 påbörjades byggandet av klosterkyrkan (nuvarande Heliga Trefaldighets kyrka). 1200-talet anses också den tid staden fick stadsrättigheter.
När 1862 års kommunalförordningar började gälla ombildades Arboga stad till en stadskommun. 1947 inkorporerades större delen av Säterbo landskommun. 1954 överflyttades ett område omfattande 3,02 kvadratkilometer (varav 2,95 land) till staden från Arboga socken i Medåkers landskommun. 1971 gick staden upp i den då nybildade Arboga kommun.
Egen jurisdiktion hade Arboga fram till 1939, då rådhusrätten drogs in och staden lades under Åkerbo och Skinnskattebergs tingslag.
Arboga stad tillhörde Arboga stadsförsamling vari Säterbo församling uppgick 1947.

### Sockenkod
För registrerade fornfynd med mera så återfinns staden inom ett område definierat av sockenkod 2273 som motsvarar den omfattning staden med dess landskommun hade kring 1950, vilket innebär att sockenkoden också används för Säterbo socken.

## Stadsvapnet
Blasonering: I fält av silver en svart örn med näbb, tunga och fötter röda samt vardera vingknogen belagd med en sexuddig stjärna av guld.
Vapnet fastställdes av Kungl Maj:t så sent som 1969 som stadsvapen och registrerades för den nya kommunen år 1974 i PRV enligt de nya reglerna. Bilden går dock ytterst tillbaka på ett medeltida sigill, som innehöll en örn belagd med tre kulor, två stjärnor och ett "A". Tillbehör föll bort med tiden och endast örnen blev kvar. För att särskilja vapnet från andra med örnar lades de två stjärnorna på örnens vingknogar inför fastställelsen.

## Geografi
Arboga stad omfattade den 1 januari 1952 en areal av 56,83 km², varav 55,32 km² land.

### Tätorter i staden 1960
| Tätort   | Folkmängd |
| -------- | --------- |
| Arboga   | 10 093    |
| Ekbacken | 260       |

Tätortsgraden i staden var den 1 november 1960 93,7 procent.

## Politik

### Mandatfördelning i valen 1919–1966
| 18 | 6 | 6 |

| 28 |

| 16 | 6 | 8 |

| 27 |

| 11 | 8 | 11 |

| 27 |

|  | 13 | 7 |  | 8 |

| 30 |

| 11 |  | 5 | 8 |

| 25 |

| 14 | 4 | 7 |

| 24 |

| 16 | 4 | 5 |

| 22 |

| 19 | 6 | 5 |

| 28 |

| 2 | 19 | 5 | 4 |

| 26 |

|  | 20 | 6 | 3 |

| 27 |

|  | 19 | 7 | 3 |

| 27 |

|  | 18 |  | 5 | 5 |

| 27 |

| 2 | 18 | 2 | 5 | 3 |

| 25 | 5 |

| 3 | 15 | 3 | 5 | 4 |

| 25 | 5 |

## Befolkningsutveckling
| Befolkningsutvecklingen i Arboga stad 1810–1990                                                         | Befolkningsutvecklingen i Arboga stad 1810–1990 | Befolkningsutvecklingen i Arboga stad 1810–1990 | Befolkningsutvecklingen i Arboga stad 1810–1990 | Befolkningsutvecklingen i Arboga stad 1810–1990 |
| --- | ----------------------------------------------- | ----------------------------------------------- | ----------------------------------------------- | ----------------------------------------------- |
| |                                                 |                                                 |                                                 |                                                 |
| År |                                                 |                                                 | Folkmängd                                       |                                                 |
| 1810 | 1810                                            |                                                 | 1 412                                           |                                                 |
| 1820 | 1820                                            |                                                 | 1 582                                           |                                                 |
| 1830 | 1830                                            |                                                 | 1 768                                           |                                                 |
| 1840 | 1840                                            |                                                 | 2 013                                           |                                                 |
| 1850 | 1850                                            |                                                 | 2 233                                           |                                                 |
| 1860 | 1860                                            |                                                 | 2 882                                           |                                                 |
| 1870 | 1870                                            |                                                 | 3 318                                           |                                                 |
| 1880 | 1880                                            |                                                 | 3 833                                           |                                                 |
| 1890 | 1890                                            |                                                 | 4 576                                           |                                                 |
| 1900 | 1900                                            |                                                 | 5 254                                           |                                                 |
| 1910 | 1910                                            |                                                 | 5 173                                           |                                                 |
| 1920 | 1920                                            |                                                 | 5 085                                           |                                                 |
| 1930 | 1930                                            |                                                 | 4 772                                           |                                                 |
| 1940 | 1940                                            |                                                 | 5 221                                           |                                                 |
| 1950 | 1950                                            |                                                 | 9 457                                           |                                                 |
| 1960 | 1960                                            |                                                 | 11 062                                          |                                                 |
| 1970 | 1970                                            |                                                 | 12 333                                          |                                                 |
| 1980 | 1980                                            |                                                 | 12 225                                          |                                                 |
| 1990 | 1990                                            |                                                 | 12 451                                          |                                                 |
| Anm: Källor: Umeå universitet - Tabellverket 1749-1859, Demografiska databasen, CEDAR, Umeå universitet |                                                 |                                                 |                                                 |                                                 |